# Bistum Elvas
Das Bistum Elvas war eine römisch-katholische Diözese mit dem Bischofssitz in Elvas in Portugal.

## Geschichte
Das Bistum Elvas wurde am 9. Juni 1570 aus Gebietsabtretungen des Erzbistums Évora gebildet, dem es auch als Suffraganbistum unterstellt war.
Am 30. September 1881 wurde durch Papst Leo XIII. mit der Apostolischen Konstitution Gravissimum Christi das Bistum Elvas wieder dem Erzbistum Évora angegliedert.